# Anodoncija
Anodoncija je poremećaj  kod koga zubi nedostaju u zubnom nizu, bilo da njihov zametak nije u potpunosti završen ili nije ni postojao. U stomatologiji termin anodoncija se koristi za opis urođene odsutnosti jednog ili više primarnih ili sekundarnih zuba. Kod ove anomalije izuzimajući treće kutnjake, mandibularni drugi pretkutnjaci su najčešći  zubi koji nedostaju (u oko 60% i 72% slučajeva od ukupnog broja zuba koji nedostaju), a ne tako retko javlja se zajedno sa anodoncijom gornjih spoljašnjih sekutića.
Kod ove anomaliji postoji niz varijacija forme zuba i broja nedostajućih zuba: od asimetričnog nedostatka do vretenastog oblika i kompletnog nedostatka zametaka jednog ili više zuba.
Urođeni nedostatak zuba može da bude posledica: nasleđa, ektodermalne displazije, lokalnog zapaljenja, infekcije i dr.  Urođena odsutnost zuba može ozbiljno uticati na mladu osobu i fizički i emocionalno, posebno kada se nedostajući zubi nalaze u prednjem segmentu vilice, jer je tada anomalija uočljiva. 
Mogućnosti lečenja ove anomalije uključuju održavanje primarnih zuba, zatvaranje prostora ortodontskim metodama, kao i otvaranje prostora, i izrada privremenih protetskih radova ili ugradnja zubnih implantata. Kada ima prostora, danas bi prvi izbor nadoknade za urođene nedostajući zub trebalo da bude implantat sa suprastrukturom i krunicom.

## Opšte informacije
Anodoncija, koja podrazumeva potpuni neuspeh u razvoju zuba, je retko stanje. Iako se ageneza stalnih zuba često naziva urođenim odsustvom, ona se, naravno, ne bi očekivali u usnoj duplji pri rođenju.
Gorlin i kolege su primetili da, kada se ageneza javlja kao izolovana osobina, primarna denticija nije zahvaćena, a nasleđivanje je autozomno recesivno.
Svallov je izvestio o 11-godišnjem dečaku koji je imao potpunu primarnu denticiju, ali nije imao trajnu denticiju.
Šnajder je takođe primetio 7-godišnju belu ženu sa mlečnim zubima, ali nedostaju trajni zubi. Kao što je obično slučaj sa pretpostavljenim autozomno recesivnim nasleđem, nasledno poreklo nije uključivalo poznato srodstvo u porodici ili istoriju anodoncije ili ektodermalne displazije u bilo po majčinoj bilo po očinskoj lozi. Iako srodstvo povećava verovatnoću da će biti izražene recesivne osobine ili stanja, većina pogođenih pojedinaca nema porodičnu istoriju srodstva. 
Laird je prijavio sličnog pacijenta kod koga je bila prisutna kompletna primarna denticija, ali su jedini stalni zubi bili maksilarni prvi stalni kutnjaci.
Vitkop je proučavao dve porodice u kojima su oba roditelja imala klinove ili nedostajuće maksilarne bočne sekutiće, što je autozomno dominantna osobina sa nepotpunim penetrantnost i varijabilnu ekspresivnost i zaključio da ageneza trajnih zuba može biti izraz homozigotnog stanja tog gena. Ovu hipotezu podržavaju i nalazi u porodici koje je otkrio Hoo.

## Etiologija i klinička slika
Anodoncija je nasledni genetski defekt. Tačni geni koji su uključeni su nepoznati. Međutim, anodoncija je obično povezana sa ektodermalnom displazijom, koja nije jedan poremećaj, već grupa blisko povezanih naslednih stanja koja utiču na kosu, nokte, kožu i znojne žlezde. Simptomi ovih naslednih stanja uključuju:
- alopeciju
- nedostatak znojnih žlezda
- rascep usne ili nepca
- nedostatak noktiju

U retkim slučajevima, anodoncija se javlja bez ektodermalne displazije. Ovo je verovatno zbog nepoznate genetske mutacije.

## Dijagnoza
Anodoncija se obično dijagnostikuje ako beba ne počne da razvija zube do 13-tog meseca života. Ili se može dijagnostikovati ako dete ne počne da razvija trajne zube do 10 godine starosti.
Ako se bilo šta od ovoga dogodi, u dijagnostici se može koristiti rendgensko snimanje (vidi sliku gore) da se proveri da li postoje zubi koji jednostavno još nisu probili desni. U nekim slučajevima, deca ne pate od anodoncije već razvijaju zube malo kasnije nego obično. Ako rendgenski snimak ne pokazuje zube, verovatno se radi o anodonciji.

## Terapija
Ne postoji način da se stimuliše rast urođeno nedostajućih zuba. Ako nedostaje samo nekoliko zuba, lečenje možda neće biti potrebno. U zubnoj protetici, postoji nekoliko načina dodavanja veštačkih zuba da bi se pacijentu poboljšao izgled i olakšalo žvakanje hraneo ili govor. 
Proteze
Proteze su uklonjive zamene za nedostajuće zube. One su obično najefikasniji tretman za potpunu anodonciju.
Zubni mostovi
Zubni mostovi su fiksne (neuklonjive) zamene koje vezuju veštačke zube za okolne zube kako bi popunile prostori koji postoje zbog zuba koji nedostaju. Najbolje funkcionišu ako nedostaje samo nekoliko zuba.
Zubni implantati
Zubni implantati dodaju veštački koren u vilicu kako bi zadržali zamenski zub (ili zubi) na mestu. Implantati izgledaju i osećaju se najviše kao prirodni zubi.

## Spoljašnje veze
|  | Molimo Vas, obratite pažnju na važno upozorenje u vezi sa temama iz oblasti medicine (zdravlja). |